# Буряк, Елена Святославовна
Елена Святославовна Буряк (род. 8 февраля 1988 года в Николаеве) — украинская спортсменка (академическая гребля), бронзовый призёр летней Универсиады в Казани.

## Биография
На летней Универсиаде, которая проходила с 6 по 17 июня в Казани, Елена представляла Украину в академической гребле в дисциплине двойка парная и завоевала бронзовую награду вместе с Анной Кравченко.
С предварительных заплывов девушки вышли сразу в полуфинал, заняв первое место в своей группе (7:29.27). В полуфинале украинки заняли второе место (7:11.94). Второе место позволило соревноваться за медали. В финале они показали третье время (7:29.84), пропустив вперёд литовок Донату Вистартайте и Мильдью Вальчукайте и белорусский дуэт Татьяна Кухта и Екатерина Шлюпская.
Буряк представляла Украину на летних Олимпийских играх 2016 года. Украинки выиграли свою группу, а в финале заняли четвёртое место, показав время 6:56:09.

## Награды
- Орден «За заслуги» ІІІ степени (9 сентября 2017 года)[6]